# Párvulos
Párvulos (estrenada como: Párvulos: Hijos del Apocalipsis) es una película mexicana de horror estrenada en 2024 dirigida y coescrita por Isaac Ezban en conjunto con Ricardo Aguado-Fent. Protagonizada por Farid Escalante en su debut cinematográfico, Leonardo Cervantes y Mateo Ortega.
La película sigue a tres hermanos intentando sobrevivir en un bosque en algún lugar de México después de que una pandemia zombi exterminara a casi toda la humanidad. La película mezcla los géneros de horror posapocaliptico, zombis, coming of age y comedia negra.

## Trama
Salvador, Oliver y Benjamín son tres hermanos huérfanos que intentan sobrevivir en una cabaña en medio del bosque mexicano años después de que un virus causado por una vacuna defectuosa del COVID-19 convirtiera a las personas en zombis y exterminara a la mayor parte de la humanidad; dejando a los sobrevivientes aislados y diezmados. Mientras enfrentan la llegada a la adolescencia y la adultez, los hermanos cuidan de un secreto que mantienen oculto en el sótano y sobreviven a los ataques zombis, otros sobrevivientes y un grupo de sobrevivientes volcados en el extremismo religioso que vieron el apocalipsis como un juicio divino.

## Elenco
- Farid Escalante como Salvador
- Leonardo Cervantes como Oliver
- Mateo Ortega como Benjamín
- Horario F. Lazio como Papá
- Norma Flores como Mamá
- Noé Hernández como Enoc
- Carla Adell como Valeria
- Juan Carlos Remolina como Rogelio

## Producción
Producida por Corazón Films, Maligno Gorehouse y Red Elephant, el desarrollo de la película comenzó en 2016 cuando la idea original se le ocurrió al director y coguionista Isaac Ezban, pensada como una mezcla entre el cine de autor y comercial.

### Filmación
La fotografía principal comenzó en octubre de 2023 en locaciones del Bosque de la Marquesa y la Colonia Anzuares en la Ciudad de México.

### Inspiración
Para escribir la historia el director Isaac Ezban tomo como inspiración las películas El Señor de las Moscas, el coming of age Stand by Me, El Espinazo del Diablo y El Laberinto del Fauno de Guillermo del Toro. La diseñadora de producción, Adelle Achar tomo como referencia Los Goonies y Donde Viven los Monstruos para crear el vestuario y la escenografía de la película.

## Estreno
Párvulos tuvo su estreno internacional el 28 de julio de 2024 en el Fantasia Film Festival en Canadá y en el 22° Festival Internacional de Cine de Morelia en la Sección Fuera de Competencia.
El estreno en cines mexicanos fue el 7 de noviembre de 2024 a través de Cinepolis en dos versiones de la película: una clasificación B-15 y otra clasificación C (anunciada como Corte del Director) para mayores de edad.